# Праздник (фильм, 2001)
«Праздник» — российский художественный фильм, снятый режиссёром Игорем Сукачёвым по сценарию, написанному им совместно с Иваном Охлобыстиным в 2001 году. Фильм снимался в Калужской области, в Козельском районе. В массовых сценах снимались местные жители.

## Сюжет
22 июня 1941 года семья на приграничном западе СССР празднует день рождения дочери, этот праздник отмечают всей деревней. Никто ещё не знает, что папа уйдет на работу в райцентр и вернётся через несколько часов в военной форме ополченца, чтобы проститься с семьёй. А в момент прощания в деревню уже будут входить немецкие войска. А сегодня все веселятся, поют песни и произносят тосты за будущее, за счастливую жизнь девочки, не задумываясь о том, что очень скоро на этом же самом месте жизнь может внезапно оборваться…

## В ролях
| Актёр                | Роль                     |
| -------------------- | ------------------------ |
| Вадим Александров    | дед Коля                 |
| Рушан Аюпов          | Равильевич               |
| Александр Балуев     | Елисей                   |
| Сергей Баталов       | дядя Саша                |
| Валентина Березуцкая | баба Гала                |
| Ольга Блок-Миримская | тётя Тамара              |
| Виктор Борцов        | Сват                     |
| Михаил Горский       | Жених                    |
| Михаил Ефремов       | Дзюба                    |
| Ксения Качалина      | сельская учительница     |
| Ульяна Лаптева       | Валька                   |
| Мария Оамер          | пятилетняя девочка Настя |
| Николай Пастухов     | Семён Иванович           |
| Галина Стаханова     | баба Уля                 |
| Игорь Сукачёв        | немецкий офицер          |

## Съёмочная группа
- Авторы сценария: Иван Охлобыстин, Игорь Сукачёв
- Режиссёр-постановщик: Сукачёв, Игорь Иванович
- Продюсеры:
  - Грамматиков, Владимир Александрович
  - Сукачёв, Игорь Иванович
  - Репников, Владимир Алексеевич
- Оператор-постановщик: Сеченов, Алексей
- Композитор: Пётр Тодоровский
- Художник-постановщик: Загорский, Константин Иванович